# Чистяки (Смоленская область)
Чистяки — деревня в Краснинском районе Смоленской области России. Входит в состав Волковского сельского поселения. Население — 31 житель (2007 год). 
Расположена в западной части области в 21 км к востоку от Красного, в 12 км южнее автодороги Р135 (Смоленск - Красный - Гусино), на берегу реки Вихра. В 23 км севернее деревни расположена железнодорожная станция Катынь на линии Москва — Минск. 

## История
В годы Великой Отечественной войны деревня была оккупирована гитлеровскими войсками в июле 1941 года, освобождена в сентябре 1943 года.